# Bistum Chiavari
Das Bistum Chiavari (lateinisch Dioecesis Clavarensis, italienisch Diocesi di Chiavari) ist eine in Italien gelegene römisch-katholische Diözese mit Sitz in Chiavari.

## Geschichte
Das Bistum Chiavari wurde am 3. Dezember 1892 durch Papst Leo XIII. aus Gebietsabtretungen des Erzbistums Genua errichtet und diesem als Suffraganbistum unterstellt.

## Bischöfe von Chiavari
- Fortunato Vinelli, 1894–1910
- Giovanni Gamberoni, 1911–1917, dann Erzbischof von Vercelli
- Natale Serafino, 1917–1917
- Amedeo Casabona, 1917–1948
- Francesco Marchesani, 1948–1971
- Luigi Maverna, 1971–1973
- Daniele Ferrari, 1973–1995
- Alberto Maria Careggio, 1995–2004, dann Bischof von Ventimiglia-San Remo

- Alberto Tanasini, 2004–2021
- Giampio Luigi Devasini, seit 2021